# Harmanda elegantulus
Harmanda elegantulus is een hooiwagen uit de familie Sclerosomatidae.